# پایگاه هوایی موقت ویلوو گروو
پایگاه هوایی موقت ویلوو گروو (به انگلیسی: Naval Air Station Joint Reserve Base Willow Grove) یک فرودگاه نظامی با کد یاتا NXX است . این فرودگاه در کشور ایالات متحده آمریکا قرار دارد و در ارتفاع ۱۰۹ متری از سطح دریا واقع شده‌است.